# 兴化东岳庙大殿
兴化东岳庙大殿，位于江苏省兴化市昭阳街道长安社区牌楼东路东岳庙西巷4号，由王典建于明永乐年间，是兴化最大的道教丛林，占地面积810平方米，包括牌坊、门楼、大小天井、戏台、大殿，以及长生院、斗姥宫、五岳楼、吕祖坛等。大殿由前、后两殿组成，分别为硬山顶和重檐歇山顶，以五檩卷棚相衔接。进深30米，后殿高达18米，斗拱工艺精湛，雄伟壮观。
1949年以后东岳庙归文化部门使用。1986年公布为兴化县文物保护单位。2006年5月产权划归市民族宗教事务管理局，作为道教活动场所对外开放。2008年修复，包括山门、长生院、四圣观、文昌阁、吕祖坛等，为金东门重要旅游景点。2019年3月20日兴化东岳庙大殿公布为第八批江苏省文物保护单位。